# アメリカ アメリカ
『アメリカ アメリカ』（原題：America, America）は、1963年制作のアメリカ合衆国の映画。
トルコからアメリカ行きを目指す一人のギリシャ人青年の物語。監督のエリア・カザン自身の実体験に基づき自ら書き下ろした小説を基に映画化。タイトルの意味は、主人公が口癖で“アメリカ、アメリカ”と連呼した事による。舞台はトルコだが、ギリシャで撮影された。
第36回アカデミー美術賞（モノクロ作品部門）、第21回ゴールデングローブ賞監督賞受賞。2001年、アメリカ国立フィルム登録簿に登録された。

## あらすじ
19世紀末のオスマン帝国（現・トルコ）では、ギリシャ人やアルメニア人が政府の圧政に苦しめられていた。ギリシャ人の青年スタヴロスは、親友のアルメニア人バルタンから自由の国アメリカの話を聞き、憧れを持つようになる。そのバルタンが、圧政に反抗したために殺された事から、スタヴロスは遂にアメリカ行きを決意する。
スタヴロスはやはりアメリカ行きを目指すアルメニア人のホハネスと知り合い、父・イザークのはからいでコンスタンティノープル（現・イスタンブール）に行き、様々な困難にぶち当たりながらも、アメリカ行きを目指す。

## キャスト
- スタヴロス：スタティス・ヒアレリス
- バルタン：フランク・ウォルフ
- イザーク：ハリー・デイヴィス
- ホハネス：グレゴリー・ロザキス
- アブドゥル：ルー・アントニオ
- トムナ：リンダ・マーシュ